# Усов, Олег Дмитриевич
Олег Дмитриевич Усов (род. 20 сентября 1948, Одесса) — советский футболист, нападающий.
Воспитанник футбольной школы «Металлург» Запорожье. Играл в командах «Металлург» Запорожье (1965, второй круг 1966—1967, 1970—1971), «Спартак» Мелитополь (1966, первый круг), СКА Одесса (1967—1969), «Кривбасс» Кривой Рог (1972—1973), «Рубин» Казань (1975—1978).
Во второй по силе лиге первенства СССР в 1965, 1966—1969, 1971—1972, 1975—1977 годах провёл 171 матч, забил 36 голов. В третьей по силе лиге в 1966, 1970, 1973—1974, 1978 годах — 131 матч, забил 30 голов.
Выступал за команды КФК из Запорожья «Стрела» (1975) и «Автомобилист» (1980).
В 2003 году с женой переехал к дочери в Мурманск, где стал детским тренером в «Севере».